# 朝だ!生です旅サラダ
『朝だ!生です旅サラダ』（あさだ!なまですたびサラダ）は、1993年4月3日より朝日放送テレビ（ABCテレビ）が制作し、朝日放送テレビ・テレビ朝日系列で毎週土曜朝に放送されている旅番組。朝日放送テレビ本社スタジオ（大阪市福島区）から生放送が行われている。
放送時間は、開始当初から1997年3月29日放送分までは8時30分から9時30分、同年4月5日放送分より30分拡大となる同8時00分から9時30分（いずれもJST）。詳細については#放送時間も参照。

## 概要
国内・海外でのロケ映像を交えながら、レギュラー出演者やスタジオゲストが、ロケ先での旅の魅力や情報を紹介するのが主な番組内容である。2023年現在はこれに加えて、レギュラー出演者が日本各地の飲食店や温泉などをロケで紹介するコーナー、日本各地からの生中継コーナー、視聴者が電話で応募できる日本各地の名産品プレゼントコーナーなども設けられている（詳細後述）。
原則として、朝日放送（ABC）→朝日放送テレビ（ABC TV）本社（大阪市北区 → 大阪市福島区）内スタジオからの生放送で、2005年4月2日放送分よりステレオ放送・ハイビジョン制作を実施。朝日放送テレビが全国高校野球選手権大会中継を優先する毎年8月には、試合を中継しないネット局に向けて裏送りで放送する。この場合には朝日放送テレビのスタジオで収録した内容を放送することが多いが、通算の放送回数1300回に達した2018年8月18日放送分（長野朝日放送の協力による長野県原村から中継を挿入）や、2023年8月19日放送分（北陸朝日放送の協力による石川県珠洲市からの中継を挿入）など時折生放送を行う事がある。その一方で、中継予定の試合が雨天で中止になった場合や、3試合日以下の場合には、2011年・2012年を除いて、事前に収録した全編の映像が朝日放送テレビでも放送される（まれに生放送を実施）。
2003年3月18日には、20時からおよそ2時間にわたって、特別番組『春だ!生です旅サラダ』（はるだ!なまですたびサラダ）を全国ネットで放送。2008年4月の時点で『おはようワイド・土曜の朝に』の放送期間（14年間）を越えたため、朝日放送テレビ制作土曜朝のワイドショーとしては放送期間が最も長い番組になっている。2012年9月22日の放送で放送回数1000回、2020年8月1日放送分で、放送回数が1400回に到達。2013年12月28日には、一部地域を除いて放送時間を3時間45分（8:00 - 11:45）にまで拡大した『超拡大スペシャル』を放送している。
タイトルロゴは2010年5月1日放送分から「朝だ!生です」の表記が消えているが、これ以降も番組EPGや公式サイトでは『朝だ!生です旅サラダ』のままとなっている。
2018年4月3日には、番組開始25周年の記念本としてKADOKAWAから『朝だ！生です 旅サラダWalker』が発売された。
2020年3月28日放送分までは、朝日放送テレビ本社内のスタジオにラッシャー板前以外の出演者（レギュラー陣）が集まるとともに、ロケ企画のリポーターを迎える方式で放送されていた。しかし、同年頭から世界規模で新型コロナウイルスへの感染が拡大している影響で、本番組でも新規の取材ロケや生中継企画を事実上休止。また、大半のレギュラー陣が生活・活動の拠点を首都圏に置いている関係で、上記の方式による生放送が難しくなった。このため、翌4月4日放送分から同年8月15日放送分までは、過去に放送した映像の再編集版を中心に放送していた。この期間中、当時のレギュラーアナウンサーだった小西陸斗（朝日放送テレビアナウンサー）のみ朝日放送テレビ本社スタジオ、他のレギュラー陣は（放送時点で大阪府内在住の三船美佳を含めて）別の場所からの生中継（いわゆる「リモート方式」）で出演するという形式を取っており、従前までの朝日放送テレビ本社のスタジオにレギュラー陣が集まる形での収録の再開は、同年8月22日放送分からとなった。一方で、これ以降に発生した例外としては、2024年8月31日放送分にて大仁田美咲（朝日放送テレビアナウンサー）以外のレギュラー陣とゲストが、朝日放送テレビ東京オフィス内スタジオから生中継で出演した、というケースが挙げられる。これは令和6年台風第10号が日本列島を縦断していた影響で、大仁田以外の出演者が首都圏と大阪との往来で利用を予定していた公共交通機関（東海道新幹線など）が、大雨による運転の見合わせなどを余儀なくされていたことによるものである。
2022年4月2日放送分より、ネットセールスの提供クレジットを、白絨毯の上にスポンサーロゴをカラーで表記する仕様に変更した。テレビ朝日が前日（4月1日）から大半のスポンサーを対象にこの仕様を導入したことに伴う変更で、朝日放送テレビ制作の全国ネット番組では初めての導入である）。同年7月23日放送分で、通算の放送回数が1500回に到達した。
その一方で、朝日放送グループでは2023年7月から、「旅サラダマルシェ」（本番組で紹介した食料品を取り扱う通信販売サイト）の運営を開始。これを機に、朝日放送テレビでは「旅サラダマルシェ」と連動したロケ番組、朝日放送ラジオの生ワイド番組では「旅サラダマルシェ」から取り扱い商品の一部を紹介するコーナーを、関西ローカル向けに随時放送している。

## レギュラー出演者
本番組におけるレギュラー出演者は、基本的には総合司会とサブ司会、それに男性タレントと女性タレントが1名ずつ、そしてロケ企画のリポーターとアナウンサーの計6名という体制が長年にわたって取られているが、時期によっては必ずしもそれに当てはまらない場合もある。

### 総合司会
番組開始当初は、草野仁が総合司会を担当しており、1997年3月29日放送分までの4年間にわたって本番組に出演していた。
草野が卒業した翌週の1997年4月5日放送分からは、これに代わる2代目総合司会として神田正輝が新たに加入。後年、神田は「前任の草野がMCを務められた4年間を目標に頑張ってきた」と語っているが、結果としてその目標を大きく上回る30年近くにわたって、本番組への出演を継続する格好となった。また、番組内ではしばしばダジャレを繰り出す姿も見られるが、これについては「笑ってくれればいいんだよ。反応してくれなくていい。スルーしてくれていいんだ」「時が止まってくれればいい。（笑わなければ）緩んでるぞってことだぞ」との思いでいることを後に明かしている。同時に、前任の草野から番組を受け継ぐに当たって、そのプレッシャーや個性の発揮法に対して思案を重ねた末に、「草野さんに絶対かなわない。もう壊すしかない」と、ダジャレで空気を変えるという形でオリジナリティを出す一環でもあったという。
一方で、2023年11月18日放送分から2024年1月20日放送分にかけての10週分については、神田が「（『72歳にして初めて』という）身体のメンテナンス」を理由に出演を見合わせている。神田をめぐっては、同年に入ってから容貌の急速な変化や体調に言及する報道が多々なされていたものの、本番組では後出の松下が2023年12月2日放送分にて、神田の休演を「しばらくお休みすることになった」と説明するのみに留められ、朝日放送テレビ代表取締役社長（当時）の山本晋也も、2024年1月22日の新春会見で「神田の代役を立てることは考えていない」との旨を明言。この休演中の番組進行は後出の松下を中心に行われた。
その後同年7月6日には、9月28日放送分での神田の卒業が朝日放送テレビより発表され、この時点で局側は神田の卒業後は「新たな出演者は予定しておりません」ともコメントしている。神田の卒業回となった、同年9月28日放送分では「グアムSP 神田正輝卒業の旅へ」と題し、初出演時を始めとした過去の映像なども交えつつ、松下・勝俣とともに3泊4日でグアムを巡る様子が放送された。この旅の中では前述したダジャレに対する思いに続けて、『兼高かおる世界の旅』に由来した旅への憧れについても触れつつ、「旅番組だから旅はしっかり引き継ぎたい」と本番組を引き継いだ際の意気込みを振り返っており、番組のラストでは「旅サラダをやってきて一生懸命になったことは27年半やってきて一度もないです」とコメントするとともに、松下・勝俣に対しては「好きに自分たちの番組を作るように頑張ってください」とメッセージを残している。
神田の卒業から半年を経て、2025年4月5日放送分より3代目の総合司会として藤木直人が新たに加入。これに先立ち、同年3月5日の出演発表の際に出されたコメントの中で藤木は、オファーが来た当初は番組の歴史や重みを考えると自分には務まらないと思ったものの、デビュー30周年という年に生放送のMCという初挑戦をさせてもらえるのは幸せなことだと思い引き受けたと、本番組への出演を決めた理由について明らかにしている。初出演となった4月5日放送分では、藤木自身が生まれ故郷である岡山県倉敷市を巡る様子が放送された。

### サブ司会（MC）
サブ司会は、当初向井亜紀が担当。2023年3月25日放送分にて卒業するまでの出演期間は実に30年に及んだ。
放送開始から30年の節目を迎えた2023年4月1日放送分からは、兵庫県川西市出身の松下奈緒が、向井の後任としてMCに就任朝日放送（テレビ）の放送対象地域（近畿広域圏）内の出身者が、本番組のスタジオレギュラーに起用される事例は、朝日放送→朝日放送テレビのアナウンサーを除けば松下が初めてである。前述の通り、神田の卒業に伴う後任の総合司会の出演が予定されていなかった都合上、前出の藤木が起用されるまでの半年間は松下単独での司会進行とされた。

### 男性・女性レギュラー
当初の男性レギュラーは田中義剛で、2009年3月28日放送分まで出演。その後は浦川や横山の出演を経て、2011年1月15日放送分からは、男性タレントとしては2年振りのレギュラー出演者となる勝俣州和が加入。2025年現在も出演を継続中である。
女性レギュラーは、竹内都子が番組開始当初より出演しており、こちらも田中と同じ2009年3月28日放送分にて卒業。その後任として、翌2009年4月5日放送分より加入したのが三船美佳であり、以降向井と共に2023年3月25日放送分にて卒業するまで、14年にわたって出演を継続した。本番組への出演開始の時点で、三船は既に高橋ジョージと結婚していたため、当初は自宅のあった首都圏から生放送に向けて毎週末に来阪していた。2013年末ごろからは、高橋との間に授かった第一子（長女）と共に大阪府内で生活している。三船自身は、生活の拠点を大阪へ移した理由の一つとして本番組へのレギュラー出演を挙げており、2016年3月には高橋との離婚が成立。転居後に知り合った美容師と結婚したことを、2019年4月6日放送分で報告した。2020年7月12日放送分では第二子（女児）の懐妊を発表し、その後8月15日放送（1日収録）分（いずれもリモート方式）から11月7日放送分まで産前産後休業で休演。この間には女性レギュラーの代役を置かずに放送していたが、9月18日の出産を経てスタジオ出演を再開する前にも、10月19日放送分に入院先の病院から電話で出演している。

### アナウンサー
2009年4月4日放送分からは、当時朝日放送のアナウンサーであった浦川泰幸が、田中の後任という形で本番組に出演。浦川自身の出演は2010年3月27日までの1年間のみであるが、それまで一部エリア（後述）での生中継へ不定期で登場するだけだった同局のアナウンサーは、この改編に伴ってスタジオレギュラーに定着。併せて番組内の天気予報やニュース速報も担当するようになり、MCの向井はプレゼント案内や問い合わせ先紹介のフォロー役に回る形となった。前出の勝俣が加入して以降は、レギュラーアナウンサーもロケ企画のリポートを担当する一方で、生放送中には担当コーナーの進行・告知や天気予報に専念している。一方でアナウンサーの出演期間については必ずしも一定しておらず、概ね1 - 2年前後、長い場合でも3 - 4年前後となっている。
2011年10月より1年間の出演となった堀友理子と、2013年10月より2年近くにわたって出演した小寺右子の両名は、スタジオレギュラーに起用される前にも、近畿地方・徳島県から「ラッシャー板前の生中継」を放送する週にパートナーとして出演していた経験を持つ。
小寺の後任に当たるヒロド歩美は、2019年3月30日放送分で3年半あまりのレギュラー出演を終えてからも、2020年12月26日放送分にパートナーとして出演（当時のレギュラーアナウンサーだった塚本が第1子を懐妊中だったことに伴う措置。当時のヒロドは、アナウンス職のまま朝日放送テレビの東京オフィスへ赴任していたが、テレビ朝日への出向扱いでサブキャスターを務めている『サンデーLIVE!!』が放送を休止していたことに伴って帰阪していた）。また、ヒロドの後を受けて1年半あまりレギュラーアナウンサーを務めた小西陸斗も、レギュラー降板後の2022年2月12日放送分の拡大枠（後述）でリポーターを務めていた。
9代目のレギュラーアナウンサーに当たる東留伽は、朝日放送テレビへの入社1年目の2020年10月3日放送分より出演。本番組がテレビにおける入社後初めてのレギュラー番組で、新人アナウンサーからのレギュラー起用は、旧朝日放送時代を含めても初めてであった。本番組への出演は3年近くに及んだが、2023年9月から朝日放送テレビを休職したうえで、2024年6月頃の復職を前提にフランスへ留学することを決断。これに伴って本番組を2023年8月26日放送分で卒業した。卒業は前週（第105回全国高等学校野球選手権記念大会の準々決勝が組まれていた19日）の放送で発表されていたが、朝日放送テレビは準々決勝の関西ローカル向け中継を優先させた一方で、本番組をネット局への裏送り向けに制作。大会が23日（水曜日）午後の決勝で全日程を終了したことを受けて、26日に朝日放送テレビでの放送が再開されたため、当日の放送分では同局の視聴者に向けて卒業を改めて報告した。
大仁田美咲も、前任の東と同様に本番組への出演開始時点で朝日放送テレビへの入社1年目であり、本番組がテレビにおける入社後初めてのレギュラー番組となるが、前述した事情から東の入社1年目より1ヶ月早く出演を始めている。神田が本番組を卒業した2024年9月28日放送分では、大仁田に加えて歴代のレギュラーアナウンサーから、ヒロド・小西・（留学を経て同年6月から復職していた）東が神田へのプレゼント探しを兼ねたロケ企画に登場。ヒロド・大仁田が神奈川県三浦市、小西・東が三重県志摩市でマグロ釣りに挑んだところ、後者のコンビが14kgを超える重さのキハダマグロを釣り上げるに至った。当日の生放送では、このマグロの切り身がスタジオで神田・松下・勝俣・（ロケで魚を釣れなかった）大仁田に振る舞われたほか、小西と東がスタジオへ姿を見せている。

### リポーター
番組開始当初より設けられていた日本各地からの生中継コーナーは、1996年度まで1年ごとにリポーターが交代していたが、1997年度より起用されたラッシャー板前は、2022年3月26日放送分まで25年にわたってリポーターを務め、最終的に担当回数は1,000回を越えた。同日放送分は全編が「ラッシャー板前卒業スペシャル」として構成され、ラッシャーも本番組のスタジオが所在する大阪市内の鶴橋からの生中継へ出演し、その後番組放送中の9時前よりスタジオへ登場。前述の通りリポートが通算で1000回以上に及んでいたことから、エンディングパートでは神田から「生中継の神様」という賛辞が花束ともに贈られた。
2022年4月9日放送分からは、従来の日本各地からの生中継に代わり「発掘!ニッポン なかまる印」を新設。その担当リポーターとして中丸雄一が新たにレギュラー出演者に加わることが、その前週である4月2日放送分へのゲスト出演の際に発表された。以来、2年余りにわたって同コーナーへの出演を継続している中丸であるが、この期間中には後述の通り病気を理由とした休演も発生している他、2024年8月24日放送分より本番組への出演並びに同コーナーの放送を見合わせることが、朝日放送テレビより発表されている。休演・自粛期間中の代役については「月替わりリポーター」や「主なコーナー」の節も参照。

### 出演者の変遷
| 期間      | 期間       | 総合司会          | サブ司会 | レギュラー             | レギュラー | アナウンサー | リポーター       |
| 期間      | 期間       | 総合司会          | サブ司会 | 男性                   | 女性       | アナウンサー | リポーター       |
| --------- | ---------- | ----------------- | -------- | ---------------------- | ---------- | ------------ | ---------------- |
| 1993.4.3  | 1997.3.29  | 草野仁            | 向井亜紀 | 田中義剛               | 竹内都子   | （不在）     | （コーナーなし） |
| 1997.4.5  | 2009.3.28  | 神田正輝          | 向井亜紀 | 田中義剛               | 竹内都子   | （不在）     | ラッシャー板前   |
| 2009.4.4  | 2010.3.27  | 神田正輝          | 向井亜紀 | （アナウンサーが兼務） | 三船美佳   | 浦川泰幸     | ラッシャー板前   |
| 2010.4.3  | 2011.1.8   | 神田正輝          | 向井亜紀 | （アナウンサーが兼務） | 三船美佳   | 横山太一     | ラッシャー板前   |
| 2011.1.15 | 2011.9.24  | 神田正輝          | 向井亜紀 | 勝俣州和               | 三船美佳   | 横山太一     | ラッシャー板前   |
| 2011.10.1 | 2012.3.31  | 神田正輝          | 向井亜紀 | 勝俣州和               | 三船美佳   | 堀友理子     | ラッシャー板前   |
| 2012.4.7  | 2012.12.22 | 神田正輝          | 向井亜紀 | 勝俣州和               | 三船美佳   | 加藤明子     | ラッシャー板前   |
| 2013.1.12 | 2013.9.28  | 神田正輝          | 向井亜紀 | 勝俣州和               | 三船美佳   | 古川昌希     | ラッシャー板前   |
| 2013.10.5 | 2015.7.25  | 神田正輝          | 向井亜紀 | 勝俣州和               | 三船美佳   | 小寺右子     | ラッシャー板前   |
| 2015.8.1  | 2019.3.30  | 神田正輝          | 向井亜紀 | 勝俣州和               | 三船美佳   | ヒロド歩美   | ラッシャー板前   |
| 2019.4.6  | 2020.9.26  | 神田正輝          | 向井亜紀 | 勝俣州和               | 三船美佳   | 小西陸斗     | ラッシャー板前   |
| 2020.10.3 | 2022.3.26  | 神田正輝          | 向井亜紀 | 勝俣州和               | 三船美佳   | 東留伽       | ラッシャー板前   |
| 2022.4.9  | 2023.3.25  | 神田正輝          | 向井亜紀 | 勝俣州和               | 三船美佳   | 東留伽       | 中丸雄一         |
| 2023.4.1  | 2023.8.26  | 神田正輝          | 松下奈緒 | 勝俣州和               | （不在）   | 東留伽       | 中丸雄一         |
| 2023.9.2  | 2024.8.3   | 神田正輝          | 松下奈緒 | 勝俣州和               | （不在）   | 大仁田美咲   | 中丸雄一         |
| 2024.8.10 | 2024.9.28  | 神田正輝          | 松下奈緒 | 勝俣州和               | （不在）   | 大仁田美咲   | （週替わり）     |
| 2024.10.5 | 2025.3.29  | 松下奈緒          | （不在） | 勝俣州和               | （不在）   | 大仁田美咲   | （週替わり）     |
| 2025.4.5  |            | 松下奈緒 藤木直人 | （不在） | 勝俣州和               | （不在）   | 大仁田美咲   | （週替わり）     |

### 旅サラダリポーター
2011年4月2日放送分からは、これまで月替わりゲストで賄ってきた「海外マンスリー」（後述）のリポーター・進行役を、オーディションによって選ばれた女性タレント（通称「旅サラダガールズ」）が月替わりで担当している。「旅サラダガールズ」の任期は基本として1年間だったが、2016年度以降に選出された人物の一部は、数年にわたって出演を続けている。また、各期生の俗称は2021年度まで「○○サラダ」として統一していた。
2020年度から2022年度は、新型コロナウィルス流行によりリポーターの海外渡航は行われず、過去の再放送や現地ガイドによるリポートが行われた。
2023年度は、海外の旅再開に伴って5年ぶりに新規リポーターの加入があり、過去最多の9人体制となった。新たに男性タレントも起用されるようになり、それに伴いホームページでの表記は旅サラダガールズから『旅サラダリポーター』に変更されている。前述の通り中丸が出演を見合わせるようになった2024年8月以降は、この旅サラダリポーターが週替りで中継リポーターを務めている。

#### 歴代リポーター
2011年度（第1期生 2011年4月 - 2012年3月・野菜サラダ）
- 黒坂真美（2011年4月・8月・12月担当）[42]
- 佐々木依里（2011年5月・9月および2012年1月担当）[42]
- 熊澤枝里子（2011年6月・10月および2012年2月担当）[42]
- 川島陽子（2011年7月・11月および2012年3月担当）[42]

2012年度（第2期生 2012年4月 - 2013年3月・ポテトサラダ）
- 井上美琴（2012年4月・9月および2013年1月担当）
- 佐倉真衣（2012年5月・12月担当）
- 入山法子（2012年6月・10月および2013年3月担当）
- 平山美春（2012年7月・11月および2013年2月担当）

2013年度（第3期生 2013年4月 - 2014年3月・ツナサラダ）
- 中村果生莉[45]
- 比嘉バービィ[45]
- 小塚舞子[45]
- 神田咲実[45]

2014年度（第4期生 2014年4月 - 2015年3月・卵サラダ）
- 尾形沙耶香
- 黛英里佳
- 江頭ゆい
- 多嶋沙弥

2015年度（第5期生 2015年4月 - 2016年3月・コブサラダ）
- 春輝[46]
- 柿木理紗
- VANRI
- 広瀬未花

2016年度（第6期生 2016年4月 - 2017年3月・タラモサラダ）
- 広瀬未花 - 前年度より継続。
- 西山真以
- 吉倉あおい
- 水木彩也子

2017年度（第7期生 2017年4月 - 2018年3月・海藻サラダ）
- 広瀬未花 - 3期連続[47]。
- 吉倉あおい - 前年度より継続[47]。
- 依吹怜[47]
- 江田友莉亜[47]
- 森川侑美 - 番組初となる一般公募からの選出[47]。

2018年度（第8期生 2018年4月 - 2019年3月・フルーツサラダ）
- 広瀬未花 - 4期連続[44]。
- 江田友莉亜 - 前年度より継続[44]。
- 妃海風[44]
- 青木愛[44]
- 渡辺舞[44]
- 山代エンナ[44]
- 武井沙都美 - 一般公募からの選出[44]。

2019 - 2021年度（第9期生 2019年4月 - 2022年3月・シーザーサラダ）
- 広瀬未花 - 5期連続。
- 江田友莉亜 - 3期連続。
- 妃海風 - 前年度より継続。
- 青木愛 - 同上。
- 渡辺舞 - 同上。
- 山代エンナ - 同上。

2022年度（2022年4月 - 2023年3月）
- 広瀬未花 - 6期連続。
- 江田友莉亜 - 4期連続。
- 青木愛 - 同上。
- 渡辺舞 - 同上。
- 山代エンナ - 同上。

2023年度（2023年4月 - 2024年3月）
- 江田友莉亜 - 5期連続。
- 青木愛 - 同上。
- 山代エンナ - 同上。
- 水上京香
- 澤井一希
- Miyuu
- 南圭介
- 大場美和
- 益田恵梨菜

2024年度（2024年4月 - 2025年3月）
- 江田友莉亜 - 6期連続。
- 青木愛 - 同上。
- 山代エンナ - 同上。
- 水上京香 - 2期連続。
- 澤井一希 - 同上。
- Miyuu - 同上。
- 南圭介 - 同上。
- 大場美和 - 同上。
- 益田恵梨菜 - 同上。

2025年度（2025年4月 - ）
- 江田友莉亜 - 7期連続。
- 青木愛 - 同上。
- 山代エンナ - 同上。
- 水上京香 - 3期連続。
- 澤井一希 - 同上。
- Miyuu - 同上。
- 南圭介 - 同上。
- 大場美和 - 同上。

### 「ロコレコ」
- 伊原六花
- 大友花恋
- 工藤美桜
- 山之内すず
- 矢吹奈子

### 過去のリポーター

#### 「私の三ツ星レストラン」
- 彦摩呂
- 見栄晴
- 高橋真美
- 堀越のり - レギュラー卒業後も旅人として出演することもある。

## 主なコーナー
海外の旅（海外マンスリー）
1997年4月に始まったコーナーで、女性タレントによる海外旅行の模様を、事前収録による自身のナレーションを交えながら、4週にわたって紹介する（「総集編」の場合は向井がスタジオで生ナレーションし､他のレギュラーがVTRを見ながら感想を述べる）。初期のコーナー名は「海外マンスリー」であったが、2025年6月現在では「海外の旅」とされている。
2011年3月放送分までは、月替わりゲストによるリポートとナレーションで構成。同年4月以降の放送分では、年度ごとに選ばれる前述の「旅サラダガールズ」が、月替わりでリポーターを務める。
2005年4月2日放送分よりハイビジョン制作を実施。これに伴い、地上デジタルではアプコンで放送されていたものが、このコーナーのみアナログ・デジタルとも16:9比率の映像になっている。
2017年5月13日放送分より、映像にシネライクガンマと呼ばれるフィルム映像に似た粒立ち感のあるデジタルエフェクトが用いられるようになった。同年9月30日放送分から、放送済みの映像を特別に編集した動画を、YouTube上の本番組公式サイトにて放送後1か月限定で配信。
2020年以降は、新型コロナウイルスへの感染拡大に伴う日本から他国への渡航禁止・制限措置によって新規のロケが事実上不可能なことを背景に、過去に放送済みのロケ映像の再編集版を「私の忘れられない世界」というタイトルで放送。「当該ロケでリポートを担当した『旅サラダガールズ』がスタジオに出演したうえで、ロケ先の魅力や収録当時のエピソードを語る」という趣向とされている。
2023年度からは男性メンバーも加わり、リポーターの総称も前述の通り「旅サラダリポーター」へと変更された。
日本縦断コレうまの旅
ヒロドがレギュラーで出演していた2016年3月5日放送分より開始。前週まで放送された「日本全国 コレ!うまかろう!!」のリニューアル企画で、ヒロドが「プレゼントソムリエ」という役割で全国各地に赴くとともに、現地で人気の料理や名産の食品を調査する。調査ロケのVTRを流した後に、探し出した3品の中から1品を、他のレギュラー陣がスタジオで試食。試食された名産品については、番組で定めた締め切り時間（放送終了2時間後の11:00→放送2日後の月曜9:00）までに電話で申し込むことを条件に、視聴者に抽選で進呈する。
レギュラーアナウンサーがヒロドから小西に交代した2019年4月6日放送分以降も、代々のレギュラーアナウンサー（小西→東→大仁田）が「プレゼントソムリエ」を引き継ぎながら継続。2022年10月以降は、基本として毎月最終週のみ休止したうえで、後述する「ロコレコ」を放送している。ただし、2023年8月は「ロコレコ」が第2週に放送されたため、「コレうま」を最終週に放送。2024年1月には、両コーナーとも最終週（神田が9週間の休養から復帰した1月27日放送分）の後半に組み込まれたため、当日は「プレゼントソムリエ」（大仁田）も「ロコレコ」のリポーター（当該月の担当は大友花恋）も全編にわたってスタジオに出演している。
ゲストの旅
全国各地の名所をゲストが巡った模様を、VTRと共に紹介。VTRを流している間は、ゲストがスタジオで直々にナレーションを付けることが多い。ゲストによっては、向井→松下や朝日放送テレビのアナウンサーがナレーターを務めることもある。
朝日放送テレビが、2023年4月22日から月に1回のペースで土曜午後（本放送終了後の13:28 - 14:30）に編成している『旅サラダ傑作選』（関西ローカル向けの再放送番組）では、過去に放送された「ゲストの旅」から、本放送後に視聴者の反響がとりわけ大きかった2 - 3回分のロケ映像を特定のテーマに沿って再編集。ロケ先の近況を伝える字幕を追加したうえで放送している。放送回によっては、「日本縦断コレうまの旅」で過去に放送されたロケ映像を加える関係で、放送時間を13:28 - 15:00に拡大することもある。
俺のひとっ風呂
2011年2月より隔週で放送されているコーナーで、勝俣が全国各地の有名露天風呂を紹介。2015年3月までは「おでかけゴハン!」、同年4月から2020年3月までは「週末行ってみっか!」と交互に放送されている。勝俣が「いただきます」と言いながらふんどし一丁の姿で入浴することや、「ごちそうさま」の一言でロケVTRを締めくくることが特徴。勝俣と縁の深い男性芸能人（哀川翔など）をゲストを迎えたうえで、ゲストと一緒にふんどし一丁で入浴することもあり、「※撮影の為、ふんどしを着用しています」は本番組限定の注釈テロップともなっている（他番組の場合は「※撮影の為バスタオル（orタオル）を着用しています。」と表示されるのが通例である）。
2022年3月26日放送分の「ラッシャー板前卒業スペシャル」では、「ラッシャー板前卒業記念の旅」と銘打って、石川県内でラッシャーと1泊2日の二人旅へ赴いたロケの映像を放送。宿泊先の和倉温泉で、ラッシャーと揃ってふんどし一丁で入浴した模様も紹介された。海外スペシャル
土曜が5週ある月のうちの1週分は、生中継以外のコーナーを全て休止する代わりに、海外マンスリーから派生した「海外スペシャル」を放送している。基本は海外マンスリーと一緒だが、通常4週に分けるものをまとめて放送する。特別企画として位置づけられているため、普段海外マンスリーに出ない有名人が旅をすることが多い。
ロコレコ
日本国内向けの紀行企画で、2022年10月26日放送分よりスタート。若手の女優や女性タレントから起用されたリポーターが、月替わりでロケとスタジオ報告に臨んでいる。毎月最終週に放送されるのが原則であるが、例外として、前述したように2023年8月のみ第2週に放送された。
リポーターが日本の各地に赴いたうえで、「日本全国コレうまの旅」と同様の手法（直接の交渉による取材）を通じて地元の住民や観光協会の職員などに勧められたスポットを巡るのが特徴で、企画名の「ロコ」は「ローカル」（Local＝地元）、「レコ」は「レコメンド」（Recommend＝勧める）の略語である。
YouTube上の朝日放送テレビ公式チャンネルでは、生放送に使用したロケ映像をリポーターが訪れたスポット単位で分割させた、複数の動画を毎回の放送直後から配信。また、「旅サラダPLUS+」（本番組が運営する旅行情報サイト）では、「ロコレコ」にて放送された内容をパンフレット風にまとめたページを開設。このページには、リポーターがロケ中に訪れながらも、放送やYouTubeでの配信では紹介できなかったスポットの情報も紹介されている。
松下奈緒の旅するホテル
2023年10月28日放送分より不定期で放送。松下が宿泊するホテルを中心に紹介するVTRコーナー。ホテルの紹介の他、周辺の観光施設にもスポットを当てる。　
番組内の天気予報は、長らく向井が担当していたが、2009年4月のレギュラー入れ替えで浦川が加わってからは、スタジオレギュラーの朝日放送テレビアナウンサーが伝えるようになった。

## 過去のコーナー
日本各地からの生中継
1993年4月から2022年3月まで放送。テレビ朝日を除く本番組のネット局と、本番組を放送しないクロスネット局のテレビ宮崎が週替わりで担当する生中継企画（テレビ宮崎のみ裏送り形式で参加）で、全国各地の旬な話題を、レギュラーリポーターが中継担当局の女性アナウンサーと共に伝えていた。
レギュラーリポーターは、笑福亭純瓶（1993年度 - 1995年度）、松尾伴内（1996年度）を経て、松尾と同じ「たけし軍団」メンバーのラッシャー板前が、1997年度から2021年度まで25年にわたって担当していた。
中継の参加局には、サービスエリアやネット局の有無に見合った担当地域を割り当てていた。例えば、制作局の朝日放送テレビでは、近畿地方に加えて（大半の地域で本番組を視聴できる）徳島県・（本番組のネット局がない）鳥取県からの中継も担当している（過去には系列局ではない高知県からの中継も担当していた）。また、本番組の直後の時間帯に生放送による自社制作のローカル情報番組を編成している中継担当局では、ラッシャーが本番組に続いて出演する。
当初は番組の最初に放送され、後に「海外マンスリー」の後 → 8時10分ごろ（2コーナー目）を経て、最終的には8時30分前後にCM（または後述の「ゲストの旅」）をはさんだ2部構成での放送に落ち着いた。ラッシャーのリポーター担当期間中は、ネット局でもHD-SNG中継車を順次導入している関係で、ハイビジョンによる中継も増えていった。
2014年9月までの放送分では、ラッシャーと中継に出演した関係者が中継先から手を振る映像を、エンディングの提供クレジットの背景に用いていた。同年10月以降の放送分では、中継で紹介した名産品のプレゼント企画を、中継の最後にスタジオから実施。当日の定められた締め切り時間までに電話で申し込むことを条件に、視聴者に抽選で名産品を進呈していた。
2007年3月までの放送分では、中継先の紹介にフリップを用いていた。翌4月からは、コンピューター・グラフィックで描かれた日本地図を活用。同年12月には、雲も含めたバージョンに進化している。
前述の事情から、本番組の全編を事前に収録する毎年8月上旬〜中旬の放送では、レギュラーリポーターが朝日放送テレビのスタジオへ登場するとともに、中継参加局の女性アナウンサーから毎週3名が出演。参加各局で収録したロケVTRを流しながら、各局のアナウンサーが夏季休暇に適した地元の名所旧跡や観光スポットを紹介していた。
ラッシャーは2023年11月11日放送分で、同コーナーの最終回および、本番組からの卒業以来1年8ヶ月振りにスタジオへ登場。この時は「たけし軍団」のメンバーとして、「ゲストの旅」で千葉県内のロケへ臨んでいたことから、ロケには松尾と井手らっきょも同行していた。
みやこの宿かり日記
1995年4月から2009年3月まで放送。竹内都子がお薦めの宿泊地を紹介。
私の三ツ星レストラン
1997年4月から2009年3月まで放送。後半の旅コーナーに出演するゲストお薦めのレストランをレポーターが案内する。
元気な散歩道
2009年4月から2010年12月まで放送。三船美佳が、主に東京都内各地を中心に散歩する。
日帰りハッピー♥（「俺のひとっ風呂」と隔週交互のコーナー）
2011年1月から2012年3月まで放送。三船が紹介。
おでかけゴハン!（「俺のひとっ風呂」と隔週交互のコーナー）
2012年4月から2015年3月まで放送。三船が、各地のおいしいご飯のお店を紹介する。
週末行ってみっか!（「俺のひとっ風呂」と隔週交互のコーナー）
2015年4月から2020年3月まで放送。三船が、東京近辺から週末に日帰り首都圏の名所旧跡や観光スポットを三船が訪ねる。
日本全国 コレ!うまかろう!!
2010年秋から2016年2月27日放送分まで放送。横山以降のスタジオレギュラーアナウンサーが進行を担当。スタジオゲスト（以前はスタジオレギュラー）の1人が注目する日本各地の名産品を紹介するとともに、レギュラー陣とゲストがスタジオで現物を試食。名産品は、当日の11:00までに電話で申し込むことを条件に、視聴者に抽選で進呈していた。
発掘!ニッポンなかまる印
2022年4月9日から放送されている日本各地からの生中継企画で、「なかまる」（中丸雄一）がリポートを担当。前月まで25年間にわたって放送されてきた「ラッシャー板前の生中継」を引き継いだ企画だが、ラッシャーおよび前任のリポーターが出演していた時期の生中継とは異なり、中継先の地元局（基本的に本番組のネット局）のアナウンサーは同行していない。
朝日放送テレビの担当地域（本社から自動車で片道1時間圏）内から中継する場合には、中丸が中継への出演後に本社へ直行したうえで、エンディングパートを本番組のスタジオで迎えることがある。
中丸が何らかの事情で出演できない場合には、以下の通り対応している。
- 2022年6月23日に新型コロナウイルスへ感染したことが発表されたことを受け、直後の6月25日放送分では所属するジャニーズ事務所から増田貴久（NEWS）、翌7月2日放送分ではスタジオレギュラー陣から勝俣を中丸の代役に立てた。
- 前述の事情により謹慎に入った2024年8月17日放送分以降は、本コーナーのタイトルを出さずいち中継コーナーという扱いで、旅サラダリポーターが週替りで代役を務めていたが、コーナー休止から1年後の2025年8月16日に番組公式サイトにて中丸の復帰が無いまま担当コーナーの終了を正式に発表した。今後同様の中継コーナーを改題の上で継続か、中継コーナーそのものが無くなるのかは未定。

## 放送時間
※本節での時刻表記は、いずれもJSTに準拠するものとする。
- 1993年4月3日 - 1997年3月29日：8時30分 - 9時30分
- 1997年4月5日 - 現在：8時 - 9時30分
  - 朝日放送テレビで、直前の時間帯に放送されていた『おはよう朝日・土曜日です』の終了時間繰り上げに合わせて30分拡大。この放送時間の変更を機に、一部のネット局（テレビ朝日など）では、それまで8時 - 8時30分に編成していた『あまから問答』を別の時間帯に移動させるなどして対応している。

### その他のイレギュラー対応
年末年始は特番編成のため、原則全編放送休止となり、当該時間帯は各局別に自主編成で穴埋めする。
また、土曜が元日にあたる日は『羽鳥慎一モーニングショー 新春特大スペシャル』（6時 - 11時45分、テレビ朝日制作）をANN系列フルネット24局で放送する（山梨放送・福井放送・高知放送を除く）。
前述以外の特番などによる放送休止・放送時間変更は以下の通り。特記のないものはいずれも休止扱い。
- 1998年2月14日：「長野オリンピック1998」（テレビ朝日制作）中継のため、短縮放送を実施。
- 2011年3月12日：前日に発生した東北地方太平洋沖地震（東日本大震災）関連の報道特別番組のため中止。
- 2011年7月9日：「第66回全米女子オープン」第2日目中継のため中止。
- 2012年7月7日：「第67回全米女子オープン」中継のため休止。放送時間が6時 - 9時であることから、ANN系列フルネット局では9時 - 9時30分には各局別に番組を編成。
- 2014年6月7日：「サッカー親善試合・日本対ザンビア」（テレビ朝日制作）生中継のため中止。
- 2014年6月21日：「2014 FIFAワールドカップグループE ホンジュラス対エクアドル」（テレビ朝日制作）生中継のため中止。
- 2016年4月16日：同日未明に発生した平成28年熊本地震の本震の影響により、冒頭の出演者の挨拶を除いてコーナーを全編休止。本番組内で報道特別番組を放送した[注 27]。
- 2018年2月10日：「平昌オリンピック2018 開会式ハイライト」（テレビ朝日制作）放送のため休止。放送権のないANN系列フルネット局以外の3局（山梨放送・福井放送・高知放送）では各局別に番組を編成。
- 2018年2月17日：「平昌オリンピック2018 カーリング女子 日本×中国』（テレビ朝日制作）放送のため、ANN系列フルネット局以外の3局（山梨放送・福井放送・高知放送）を含めた全局で8時 - 8時54分までの短縮放送を実施。
- 2020年8月には、第102回全国高等学校野球選手権大会が中止される一方で、同大会を予定していた期間（中旬）に2020年甲子園高校野球交流試合を6日間にわたって開催。朝日放送テレビでは全16試合を関西ローカル向けに中継していたが、全日とも第1試合の開始時間が10時以降に設定されていたため、期間中唯一の土曜日である8月15日には、1日の本番終了後に収録した映像を全局同時ネットで放送した[57]。
- 2021年7月31日:「東京オリンピック」（テレビ朝日制作）の中継のため、全局で8時50分までの短縮版となった。
- 2022年2月5日：「北京オリンピック2022 開会式ハイライト」（テレビ朝日制作、8時 - 9時55分）放送のため休止。放送権のないANN系列フルネット局以外の3局（山梨放送・福井放送・高知放送）では各局別に番組を編成。
- 2022年2月12日：「北京オリンピック2022 カーリング 女子予選リーグ 日本✕デンマーク」（テレビ朝日制作、10時 - 13時10分）放送のため、制作局の朝日放送テレビ（ABCテレビ）とANN系列フルネット6局[注 28]では10時まで拡大して放送。その他のテレビ朝日をはじめとする17局とフルネット局以外の3局（山梨放送・福井放送・高知放送）では、従来通り9時30分に飛び降り各局別に番組を編成[58][59]。
- 2022年8月6日：「第104回全国高校野球選手権大会 第1日 開会式」（8時54分 - 9時30分[注 29]）放送[注 30]のため全局で8時54分までの短縮放送（全編事前収録）[60]。なお広島ホームテレビは「平和記念式典中継」（7時58分 - 8時59分）放送のため、同日9時30分 - 10時24分に遅れネット。
- 2024年7月27日：「パリオリンピック 開会式スペシャル」（テレビ朝日制作、8時 - 11時）放送のため休止。放送権のないANN系列フルネット局以外の3局（山梨放送・福井放送・高知放送）では各局別に番組を編成。
- 2024年8月17日：制作局の朝日放送テレビのみ、『第106回全国高校野球選手権記念大会』中継のため放送休止[注 31][61]。

## スタッフ
- SW：小西剛生・岡田光司・川本龍文・松本譲二・芝田幸司・川崎圭一郎（ABCテレビ）【週替り】
- SW/CAM：中谷祐喜（ABCテレビ）、錦戸浩司【週替り】
- CAM：渡邊一樹・栢分祐二・手塚西都子・田中康彦（ABCテレビ）【週替り】
- VE：丸尾恵介・鹿嶋友樹・瀧晃一（ABCテレビ、瀧→一時離脱→復帰）、大谷晃貴、下村剛司、安藤黎菜、大西拓紀、秋山泰彦、三宅志音、東聖、チェジョン【週替り】
- MIX：山中康男・山下真由（ABCテレビ）、和三晃章、坂本宗之、岩橋貞成、滝川毅、外島真由美、津高仁志【週替り】
- LD：細川圭吾・瀧本貴士（ABCテレビ）、遠山昇、水原一浦(捕)、岡崎麻依、大塚美穂【週替り】
- SE：藤原和美、角田研【週替り】
- EED：菊地和美、滝嶋秀臣、林香奈、宇田周人、山田潤、小田雄大、今西政之、山田琉夏、名雪健太郎、太田充洋、渡邊知紀【週替り】
- 音効：小柴大輝、前田陽一、三木直彦、梅田堅、久坂惠紹、黒澤秀一、八城志帆、金谷太一、植田靖央【週替り】
- TK：東野未有希(みゆき)
- 美術：佐々文章
- 木版画：本田このみ
- フードコーディネート：テーブルファクトリー
- 庶務：梅井奈美江、松本愛里紗（松本→以前はプロデューサー）
- ブレーン：安川純子、戸高米友見、重村千恵（戸高米・重村→以前はリサーチ）、黒田一生
- 美術協力：東リ、関西工機整備株式会社
- 技術協力：Google、アイネックス、BRIO、戯音工房、3one、NTTレゾナント、関西東通（旧・大阪東通→東通、以前は制作協力）、佳夢音【毎週】、東通インフィニティー（2012年3月まで東通AVセンターと表記）、SOUND-Ｋ、Glinkstudio、e-naスタジオ【週替り】
- 水中カメラ【不定期】：速形豪、長田勇、萩原浩一
- 取材カメラ：西脇靖記（トラッド）、宮川量康（港家）、坂元泰司（EYEZEN）、吉本順一、金子貴志、馬崎博資、佐々木健、安田浩一（マイシャ）、永麦満、高橋勇土、武田和仁（リベンジ）、橋口和利・下妻邦康（LOOP）、谷茂岡稔、寺内浩二（ハートビーツ）、坂本元希、西川真、中喜志治、山口聡生、斑目理、田中智裕（HBCフレックス）、西田慶仁、大石健太、興梠裕也、高嶺篤哉、藤原祐司、上村健一郎【週替り】
- FD：金澤麻希
- AD：小谷純、三輪桜花
- 取材ディレクター：河野督・京師直樹（ABCリブラ）、武井有希（ホワイトブレイン）、甲斐巧真、原田莉帆、坂本篤【週替り】
- 取材/ディレクター：光岡麦（BAX）、石原直行（Free）【週替り】
- ディレクター：薮田璃古・大濱雅子（ABCリブラ、大濱→以前はチーフディレクター→一時離脱）、角井春菜（nexus）、米嶋悟志（WINSWIN）、山本幹男（CREA5）、竹内幸司、小林陽、梅田純、林達士、谷川孟、島川直人、綾部裕基、中村さやか、山内貴博、永井洋之、森上知名、山内貴博、我妻和希、山崎勝久、金銅魅有（谷川・中村・金銅→以前はAD、森上→以前は取材D）【週替り】
- ディレクター/プロデューサー︰松村綾希（ABCリブラ、以前は取材ディレクター）、手塚旬子（NEXUS、一時離脱→復帰）【週替り】
- チーフディレクター：松本一央（以前はディレクター）
- プロデューサー：大橋洋平（ABCテレビ）、秋山利謙（朝日放送→ABCリブラ、以前はCP→一時離脱→復帰）、春名雄児（ABCリブラ）【毎週】、酒井聡志（ABCリブラ、以前はAP）、桐山知子（images、以前はAP→取材ディレクター）、淡嶋聡（以前は取材ディレクター）、西川昌之【週替り】
- チーフプロデューサー：山下浩司（ABCテレビ）
- 制作協力：NEXUS、images、ANN系列中継担当局【毎週】、BAX、officeMano、ホワイトブレイン、FREE、オフィスながも、CREA5、Ao,inc【週替り】
- 制作：ABCリブラ
- 制作著作：ABCテレビ（2019年1月5日まで制作）

### 過去のスタッフ
- 構成：鈴木桂、古川順一
- ブレーン：坂東真美子
- SW：山田恵喜、村越順司（村越→ABCテレビ、VEの回あり）
- CAM：西村勝利（ABCテレビ）
- VE：和泉勝、波田純一（ABCテレビ）、勝間敦（以前はSW）
- MIX：幸西徹昌、村井信夫（ABCテレビ）
- LD：渋谷芳潔
- SE：安部昌男
- 美術：好宮靖範
- 木版画：田村洋子
- 海外構成：桑原尚志
- 協力：NTTメディアクロス、wind
- FD：金俊之、垂見朋之、石井伸枝、木戸久美
- AD：綾川由里絵（ABCリブラ）、尾崎良介、米澤のぞ美（ABCリブラ）、吉岡詩織
- 取材ディレクター：川内一恵、阿部風太、石野浩一
- ディレクター：本田幹雄、三宅大介「日帰りHAPPY♥」、渡邊拓史、一柳良穂、飯島秀治、田中章善（ABCリブラ）、貝原謙人（以前はAD）
- チーフディレクター：本田香織（以前はディレクター）、楢崎祐基（ABCリブラ、以前はAD→OAD→一時離脱→復帰→ディレクター）
- AP：端山竜二（ABCリブラ）
- チーフプロデューサー：山村啓介、松田安啓、岡田充、幡谷和久（朝日放送〈当時〉）、安井一成（ABCテレビ、以前はプロデューサー）、熊田容子（ABCテレビ）、山田敬文（ABCテレビ、2019年10月5日 - ）
- プロデューサー：鳥海久慎、田中俊行、藤井武夫、奈良井正巳、柴田聡（朝日放送〈当時〉）、里森公彦（ABCテレビ）、石原康男・山本泰弘・岸岡孝治（岸岡→朝日放送〈当時〉はプロデューサー→一時離脱）（ABCリブラ）、池谷誠一・満田敦子・中村準一（NEXUS）、藤本孝（大阪東通）

## ネット局
| 放送対象地域   | 放送局                       | 系列           | 放送日時         | 備考                |
| -------------- | ---------------------------- | -------------- | ---------------- | ------------------- |
| 近畿広域圏     | 朝日放送テレビ（ABC TV）     | テレビ朝日系列 | 土曜 8:00 - 9:30 | 制作局              |
| 北海道         | 北海道テレビ（HTB）          | テレビ朝日系列 | 土曜 8:00 - 9:30 | [ 注 32 ]           |
| 青森県         | 青森朝日放送（ABA）          | テレビ朝日系列 | 土曜 8:00 - 9:30 |                     |
| 岩手県         | 岩手朝日テレビ（IAT）        | テレビ朝日系列 | 土曜 8:00 - 9:30 | 1996年10月開局から  |
| 宮城県         | 東日本放送（khb）            | テレビ朝日系列 | 土曜 8:00 - 9:30 |                     |
| 秋田県         | 秋田朝日放送（AAB）          | テレビ朝日系列 | 土曜 8:00 - 9:30 |                     |
| 山形県         | 山形テレビ（YTS）            | テレビ朝日系列 | 土曜 8:00 - 9:30 | [ 注 34 ] [ 注 35 ] |
| 福島県         | 福島放送（KFB）              | テレビ朝日系列 | 土曜 8:00 - 9:30 | [ 62 ]              |
| 関東広域圏     | テレビ朝日（EX）             | テレビ朝日系列 | 土曜 8:00 - 9:30 |                     |
| 新潟県         | 新潟テレビ21（UX）           | テレビ朝日系列 | 土曜 8:00 - 9:30 |                     |
| 長野県         | 長野朝日放送（abn）          | テレビ朝日系列 | 土曜 8:00 - 9:30 |                     |
| 静岡県         | 静岡朝日テレビ（SATV）       | テレビ朝日系列 | 土曜 8:00 - 9:30 | [ 注 36 ]           |
| 石川県         | 北陸朝日放送（HAB）          | テレビ朝日系列 | 土曜 8:00 - 9:30 | [ 注 37 ]           |
| 中京広域圏     | 名古屋テレビ（メ〜テレ/NBN） | テレビ朝日系列 | 土曜 8:00 - 9:30 |                     |
| 広島県         | 広島ホームテレビ（HOME）     | テレビ朝日系列 | 土曜 8:00 - 9:30 | [ 注 38 ]           |
| 山口県         | 山口朝日放送（yab）          | テレビ朝日系列 | 土曜 8:00 - 9:30 | 1993年10月開局から  |
| 香川県・岡山県 | 瀬戸内海放送（KSB）          | テレビ朝日系列 | 土曜 8:00 - 9:30 |                     |
| 愛媛県         | 愛媛朝日テレビ（eat）        | テレビ朝日系列 | 土曜 8:00 - 9:30 | 1995年4月開局から   |
| 福岡県         | 九州朝日放送（KBC）          | テレビ朝日系列 | 土曜 8:00 - 9:30 |                     |
| 長崎県         | 長崎文化放送（ncc）          | テレビ朝日系列 | 土曜 8:00 - 9:30 |                     |
| 熊本県         | 熊本朝日放送（KAB）          | テレビ朝日系列 | 土曜 8:00 - 9:30 |                     |
| 大分県         | 大分朝日放送（OAB）          | テレビ朝日系列 | 土曜 8:00 - 9:30 | 1993年10月開局から  |
| 鹿児島県       | 鹿児島放送（KKB）            | テレビ朝日系列 | 土曜 8:00 - 9:30 |                     |
| 沖縄県         | 琉球朝日放送（QAB）          | テレビ朝日系列 | 土曜 8:00 - 9:30 | 1995年10月開局から  |
| 山梨県         | 山梨放送（YBS）              | 日本テレビ系列 | 土曜 8:00 - 9:30 | [ 注 40 ]           |
| 福井県         | 福井放送（FBC）              | 日本テレビ系列 | 土曜 8:00 - 9:30 |                     |
| 高知県         | 高知放送（RKC）              | 日本テレビ系列 | 土曜 8:00 - 9:30 | [ 注 42 ]           |

### 途中打ち切りのネット局
系列はネット打ち切り時点でのもの。
| 放送対象地域 | 放送局          | 系列                          | 備考          |
| ------------ | --------------- | ----------------------------- | ------------- |
| 山口県       | 山口放送（KRY） | 日本テレビ系列 テレビ朝日系列 | 1993年9月まで |

### ネット局に関する備考
- 愛媛県・大分県では、テレビ朝日系列新局の愛媛朝日テレビ・大分朝日放送の開局により、初めて朝日放送制作の土曜朝のワイドショーのネットが開始されることになった。
- 山梨放送・福井放送・高知放送の日本テレビ系列3局は、スポーツ中継などで本番組が休止ないしは時間の短縮が行われる場合、この3局には差し替え番組が用意される（3局それぞれで番組編成をする場合もある）。また、オリンピック開催期間中に同系列が当該時間帯でオリンピック関連の特別番組を組む場合、そちらの放送を優先し本番組は休止となる。これは、本番組が生放送であることや番組編成、スポンサー関係などの事情から遅れネット（飛び乗り・飛び降り）が困難であるため。

## エンディングテーマ
- 2011年 - ：「白い色は恋人の色」蘭華（ベッツィ&クリスのカバー。アルバム『昭和を詠う〜大切なものへ〜』、2011年10月19日、BELLWOOD RECORDS BZCS-1083所収）
- 2016年1月 - 3月：「ハンモックに揺られながら」成底ゆう子（アルバム『ナリシカー』、2016年2月3日、KING KICS-3342所収）
- 2017年4月1日 - 2020年3月28日：「未来列車」F-BLOOD（2017年4月19日配信限定リリース）
- 2020年4月4日 - 2023年3月26日：「君を探しに」F-BLOOD（2020年4月8日リリースのオリジナルアルバム「Positive」の収録曲）[63]。
- 2023年4月1日 - 2025年3月29日：「Story road」F-BLOOD
  - F-BLOODは藤井フミヤ・尚之兄弟（いずれもチェッカーズの元・メンバーで福岡県久留米市の出身）による音楽ユニット。フミヤがかつて地元の日本国有鉄道門司鉄道管理局（現在のJR九州）に勤務していた縁で、尚之と共にJR九州管内の観光スポットを巡る企画を、年に1回のペースで「ゲストの旅」として放送した。
- 2025年4月5日 - ：「遠くへいけるよ meets 松下奈緒」いきものがかり（2025年4月30日、エピックレコードジャパン/ソニー・ミュージックレーベルズ 初回生産限定盤CD＋Blu-ray：ESCL-6087/6088、通常盤CD：ESCL-6089、アルバム『あそび』収録曲）[64]

番組初期のエンディングテーマは頻繁に変更されており、上記以外にもつきよみの「ひだまり」、松永貴志の「Wave!」、岩崎宏美の「Thank You!」などが使用されていた。

## 海外向けの派生番組『トラベルサラダ』
2016年10月11日から2017年1月10日まで、Dlifeで毎週火曜19時00分から19時30分に放送。「ゲストの旅」「週末行ってみっか!」「俺のひとっ風呂」の再編集版で構成されていた。

## ロコレコ（旅サラダPLUS＋）
ロコレコは2022年10月29日放送分より新設された、毎月1回放送されるコーナー。 
“旅人”となる出演者が各地を巡り地元の人（＝ロコ）を訪ね、町の魅力・オススメ（＝レコメンド）を聞き出して地元のスポットや文化、グルメを紹介する。後述する旅サラダPLUS+へのインターネット動画配信を前提としているため、ごく一部の回で例外もあるが収録は基本的に24Pで収録される。
コーナー開始と同時に新たなWEBサービス、旅サラダPLUS＋がスタートした。

## 旅サラダEXPO
番組放送30年目を記念し、JR大阪駅前のグランフロント大阪「うめきた広場」（大阪市北区）にて開催された、番組初となる屋外展示イベント。「旅の楽しさ再発見！」をテーマに、番組で訪れた全国各地や海外から、当地グルメや特産品など地域の魅力をアピールするブースを出展、番組出演者も参加するステージイベントである。第1回目は2022年3月19日 - 21日、第2回目は2023年11月3日 - 5日に開催。

## 書籍
- 「旅サラダ みやこの宿かり日記〜くつろぎの厳選50宿〜」（2003年4月18日初版刊行、出版社：ブックマン社、編：ブックマン社特別編集部、ISBN 978-4893085283）
- 「旅サラダ みやこの宿かり日記2〜幸せになれる厳選50宿〜」（2004年11月25日初版刊行、出版社：ブックマン社、編：ブックマン社特別編集部、ISBN 978-4893085702）
- 「旅サラダ みやこの宿かり日記3〜こだわりの厳選50宿〜」（2007年9月1日初版刊行、出版社：ブックマン社、編：ブックマン社特別編集部、ISBN 978-4893086549）
  - いずれも、竹内が「みやこの宿かり日記」のロケで訪れた旅館やホテルを厳選して紹介。第1弾は、番組の放送10周年記念企画として刊行された[66]。
- 「旅サラダ 勝俣州和の俺のひとっ風呂 厳選50湯」（2018年3月9日初版刊行、出版社：扶桑社、編:『旅サラダ』俺のひとっ風呂編集班、ISBN 978-4594612559）
  - 勝俣が「俺のひとっ風呂」のロケで訪れた160ヶ所以上の温泉から、自身で厳選した50ヶ所の温泉を紹介したムック。
- 「朝だ!生です 旅サラダWalker ウォーカームック」（2018年4月3日初版刊行、出版社：KADOKAWA、ISBN 978-4048960557）